# Gamla Sundsbron

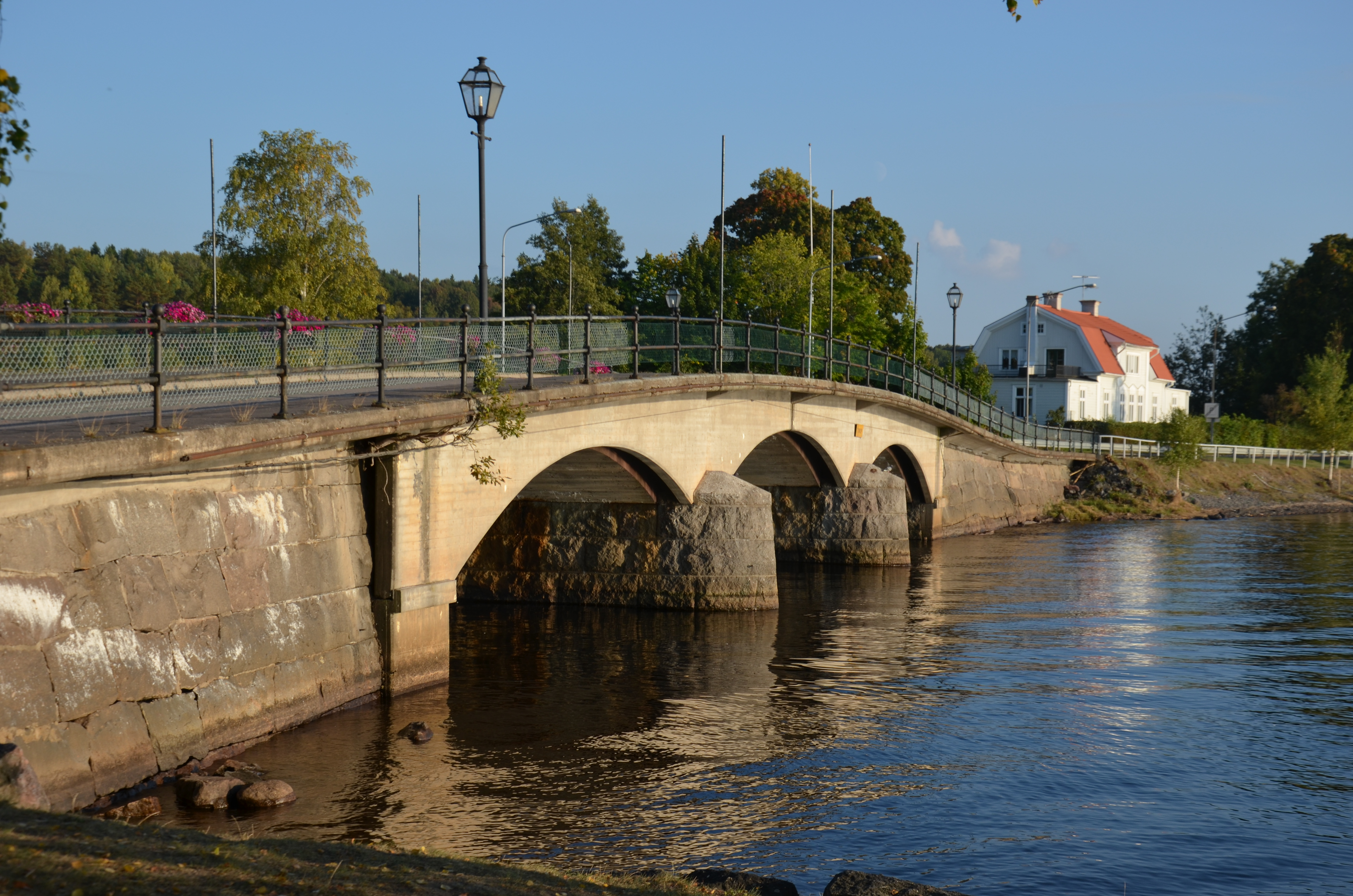
Gamla Sundsbron 2013

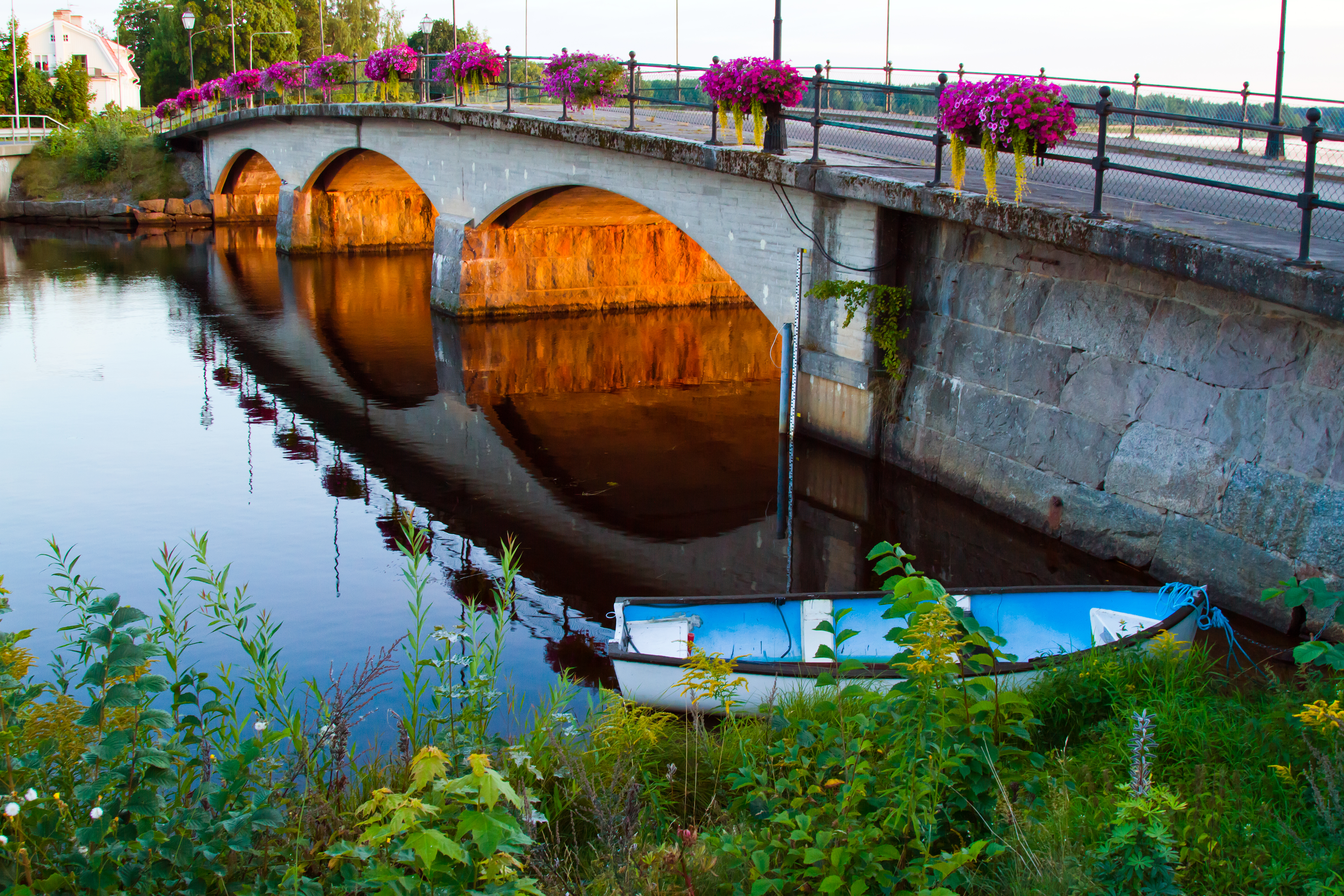
Gamla Sundsbron 2013

Gamla Sundsbron är en valvbro i Lindesberg. Den är belägen vid den södra infarten till Lindesberg. Bron spänner över sundet mellan Lilla Lindessjön och Stora Lindessjön.
Gamla Sundsbron tillhör den första generationen betongbroar. Detta kan man skönja genom att, även om materialet var nytt, så ter sig formen äldre. Formen liknar nämligen till stor del en gammal stenvalvbro. Bron är ett exempel på en teknisk övergångsperiod. Endast cirka tio broar byggdes i denna teknik.

## Historik
Gamla Sundsbron har tre spann och uppfördes 1902-1903. Valven är modernt utförda i betong, men sidomurarna, landfästena och mellanpelarna är av huggen natursten. Bron har en spännvidd på 42 meter och den är 9 meter på bredden efter en ombyggnation 1932. Från början var bron bara 6,6 meter bred. Gamla Sundsbron är skyddad som byggnadsminne sedan 2003. På 1970-talets mitt uppfördes en ny bro lite längre österut och sedan dess används Gamla Sundsbron enbart till gång- och cykeltrafik.
Valven göts av Skånska Cementgjuteriet.